# Barbizon Wiśniowski (czasopismo)
Barbizon Wiśniowski (czasopismo) – regionalne pismo opisujące kulturowy krajobraz wiśniowskiej i strzyżowskiej, a także całej podkarpackiej ziemi.
Pismo wydawane przez Towarzystwo im. Zygmunta Mycielskiego w Wiśniowej od 2007 roku, pragnie kultywować działalność poprzednich pokoleń, przypominać dzieje regionu i poruszać ważne problemy mieszkańców gminy. Do roku 2017 ukazało się 11 numerów pisma .
Tytułowy Barbizon nawiązuje do francuskiej wsi Barbizon w której w latach 30. XIX wieku grupa twórców zwanych barbizończykami utworzyła kolonię artystyczną.
Zygmunt Mycielski zapisał w 1936 roku w rodzinnej księdze domowej:

Mamy już Krakowskie - Ateny, Kaszubską - Szwajcarię, Warszawski - Paryż, a tu jest Wiśniowski Barbizon.

Słowa te wypowiedział na pamiątkę letnich spotkań artystów w wiśniowskim dworze w okresie międzywojennym. A bywali tam: Jan Cybis, Hanna Rudzka-Cybis, Józef Czapski, Tytus Czyżewski, Leon Chwistek, Felicjan Kowarski i jego żona Jadwiga Kowarska, Jacek Malczewski, Józef Mehoffer, Tadeusz Stryjeński, Czesław Rzepiński, Zbigniew Pronaszko, Bernardino Rizzi - założyciel chóru Cecyliańskiego w Krakowie, Tadeusz Szeligowski .
W 1997 roku Muzeum Okręgowe w Rzeszowie wydało monografię Wiśniowej autorstwa Teresy Szeteli-Zauchowej pod tym samym tytułem: Barbizon Wiśniowski .